# جوزيف (اسم)
جوزيف (بالإنجليزية: Joseph) هو اسم علم شخصي مذكر من أصل عبري، وهو النسخة الإنجليزية من اسم يوسف ويعتبر هذا الاسم من أكثر الأسماء المنتشرة في الغرب ويعتبر من الأسماء المقدسة في المسيحية نسبةً ليوسف بن يعقوب ويوسف النجار وألذي تم اشتقاق هذا الاسم منهم. هناك عدة نسخ إنجليزية مشتقة من هذا الاسم مثل جو وجوي. ومعنى هذا لاسم يهوه يمنح.

## الشخصيات
- جوزيف بريستلي لاهوتي إنجليزي
- جوزيف هايدن موسيقار نمساوي
- جوزيف بول فرانكلين سفاح أمريكي
- جوزيف فوراكر سياسي أمريكي
- جوزيف فاينس ممثل إنجليزي
- جوزيف لوي لاغرانج رياضياتي إيطالي
- جوزيف بلاتر إداري كرة قدم سويسري
- جوزيف كابيلا سياسي كونغولي
- جوزيف أديسون شاعر إنجليزي
- جوزيف ألبرز رسام ألماني أمريكي
- جوزيف أنطوان بيل لاعب كرة قدم كاميروني
- جوزيف ألن رائد فضاء أمريكي
- جوزيف أسبوث لاعب كرة مضرب مجري
- جوزيف ألكازار لاعب كرة قدم فرنسي
- جوزيف أجبيكو ملاكم غاني
- جوزيف إيجنياس جيوتن طبيب فرنسي
- جوزيف إدوارد ماير كيميائي أمريكي
- جوزيف إ. برينان سياسي أمريكي
- جوزيف إيناكارهير لاعب كرة قدم نيجيري
- جوزيف إنغيلبيرغر فيزيائي أمريكي
- جوزيف الأول ملك الإمبراطورية الرومانية المقدسة
- جوزيف الثاني ملك الإمبراطورية الرومانية المقدسة
- جوزيف ايمرسون براون سياسي أمريكي
- جوزيف اوروسمال سياسي مكرونيزي
- جوزيف باربيرا مخرج إيطالي
- جوزيف بويس مخترع أمريكي
- جوزيف بلاكبيرن لاعب شطرنج بريطاني
- جوزيف بيكان لاعب كرة قدم نمساوي تشيكي
- جوزيف بونابرت قائد عسكري فرنسي
- جوزيف بيتون دو تورنفور عالم نبات فرنسي
- جوزيف تال ملحن إسرائيلي
- جوزيف تيلور فيزيائي أمريكي
- جوزيف ترومبيلدور ناشط صهيوني روسي
- جوزيف تانر رائد فضاء وطيار أمريكي
- جوزيف جاكسون ملاكم أمريكي
- جوزيف جون طومسون فيزيائي أمريكي
- جوزيف جوران مهندس أمريكي
- جوزيف جونسون صحفي وسياسي إنجليزي
- جوزيف جيمس الابن حكم مصارعة محترفة أمريكي
- جوزيف غوردون-ليفيت ممثل أمريكي
- جوزيف غيرهارد زوكاريني عالم نبات ألماني
- جوزيف غالياني قائد عسكري فرنسي
- جوزيف جوفري قائد عسكري ومهندس فرنسي
- جوزيف جاكوبس مؤرخ أسترالي
- جوزيف جاكوب فون طبيب نمساوي
- جوزيف جونز لاعب كرة سلة أمريكي
- جوزيف جورج بار سياسي أمريكي
- جوزيف حرب شاعر أمريكي
- جوزيف زينباور لاعب ومدرب كرة قدم ألماني
- جوزيف سميث قائد ديني أمريكي
- جوزيف ستيجلز اقتصادي أمريكي
- جوزيف سماحة صحفي لبناني
- جوزيف ستيفان شاعر نمساوي
- جوزيف سوتر مهندس أمريكي
- جوزيف ستوري سياسي أمريكي
- جوزيف سيفاكيس عالم حاسوب أمريكي
- جوزيف سوس أوبنهايمر رجل أعمال ألماني
- جوزيف ستيلا رسام إيطالي
- جوزيف شومبيتر عالم اقتصاد أمريكي
- جوزيف شتراوس مهندس أمريكي
- جوزيف صفرا رجل أعمال لبناني برازيلي
- جوزيف عطية مغني لبناني
- جوزيف عازار مغني وممثل لبناني
- جوزيف عطية مصارع سوري
- جوزف غولدشتاين كيميائي أمريكي
- جوزيف غرو دبلوماسي أمريكي
- جوزيف غيرتنر عالم نبات ألماني
- جوزيف غرينبيرغ لغوي أمريكي
- جوزيف غونزال لاعب كرة قدم فرنسي
- جوزيف غريمالدي ممثل إيطالي
- جوزيف فورييه رياضياتي وفيزيائي فرنسي
- جوزيف فرح صحفي أمريكي
- جوزيف فون هامر-برجشتال مستشرق نمساوي
- جوزيف فريتزل مجرم نمساوي
- جوزيف فالنتين بوسينيسق رياضياتي فرنسي
- جوزيف فرانسوا دوبلكس قائد عسكري فرنسي
- جوزيف فورت لاعب كرة سلة أمريكي
- جوزيف قاو سياسي فيتنامي
- جوزيف قرنق سياسي سوداني جنوبي
- جوزيف كينيدي الأب منتج أفلام أمريكي
- جوزيف كونراد روائي إنجليزي بولندي
- جوزيف كورنيل نحات أمريكي
- جوزيف كارل ستيلر رسام أمريكي
- جوزيف كوني سياسي أوغندي
- جوزيف كونيو مهندس فرنسي
- جوزيف ليدي عالم إحاثات أمريكي
- جوزيف لويس بروست كيميائي فرنسي
- جوزيف لويس فرانسوا بيرتراند مهندس وفيزيائي فرنسي
- جوزيف ليوفيل رياضياتي فرنسي
- جوزيف لودفيغ هولوب عالم نبات تشيكي
- جوزيف لين سياسي أمريكي
- جوزيف لارمور فيزيائي ورياضياتي بريطاني
- جوزيف لاقو سياسي سوداني جنوبي
- جوزيف مورغان ممثل إنجليزي
- جوزيف مكارثي سياسي أمريكي
- جوزيف ماري جاكار رجل أعمال ونساج فرنسي
- جوزيف مانكيفيتس مخرج أمريكي
- جوزيف مسعد كاتب أمريكي
- جوزيف موراي جراح أمريكي
- جوزيف ميريك رجل سيرك أمريكي
- جوزيف ماكينا سياسي أمريكي
- جوزيف مارتينيز لاعب كرة قدم فنزيلي
- جوزيف مونتويا سياسي ومحامي أمريكي
- جوزيف موتوا عداء كيني
- جوزيف مور ديكسون سياسي أمريكي
- جوزيف مودير لاعب كرة قدم تشيكوسلوفاكي
- يوزاف منغيله قائد عسكري ألماني
- جوزيف ناي عالم سياسة أمريكي
- جوزيف نانو ممثل لبناني
- جوزيف نورمان لوكير فلكي بريطاني
- جوزيف نيدام كيميائي بريطاني
- جوزيف نيكوليت مستكشف ورياضياتي فرنسي
- جوزيف هيكرسبيرغر لاعب ومدرب كرة قدم نمساوي
- جوزيف هوفمان معماري ومصمم أثاثا نمساوي
- جوزيف هيلر روائي أمريكي
- جوزيف هاليفي مستشرق فرنسي
- جوزيف هنري ميدن عالم نبات بريطاني
- جوزيف هوكر قائد عسكري أمريكي
- جوزيف ويلر سياسي أمريكي
- جوزيف وايتوورث مهندس بريطاني
- جوزيف ويلسون دبلوماسي أمريكي
- جوزيف وير لاعب كرة مضرب أمريكي
- جوزيف ويلزينباتشير متسابق دراجات هوائية ألماني
- جوزيف يوبو لاعب كرة قدم نيجيري
- جوزيف يونغ لاعب كرة سلة أمريكي
- جوزيف يو لاعب كرة سلة فلبيني